# Сентер Тауншип (округ Батлер, Пенсільванія)
Сентер Тауншип (англ. Center Township) — селище (англ. township) в США, в окрузі Батлер штату Пенсільванія. Населення — 7899 осіб (2020).

## Демографія
Згідно з переписом 2010 року, у селищі мешкало 7898 осіб у 3441 домогосподарстві у складі 2257 родин. Було 3636 помешкань
Расовий склад населення:
| - 97,5 % — білих - 1,0 % — азіатів - 0,5 % — чорних або афроамериканців - 0,1 % — корінних американців |

До двох чи більше рас належало 0,8 %. Частка іспаномовних становила 0,8 % від усіх жителів.
За віковим діапазоном населення розподілялося таким чином: 20,1 % — особи молодші 18 років, 59,3 % — особи у віці 18—64 років, 20,6 % — особи у віці 65 років та старші. Медіана віку мешканця становила 46,5 року. На 100 осіб жіночої статі у селищі припадало 91,0 чоловіків;  на 100 жінок у віці від 18 років та старших — 87,5 чоловіків також старших 18 років.
Середній дохід на одне домашнє господарство  становив 75 486 доларів США (медіана — 59 939), а середній дохід на одну сім'ю — 90 709 доларів (медіана — 72 105). Медіана доходів становила 51 005 доларів для чоловіків та 38 271 долар для жінок. За межею бідності перебувало 6,7 % осіб, у тому числі 7,5 % дітей у віці до 18 років та 6,1 % осіб у віці 65 років та старших.
Цивільне працевлаштоване населення становило 3906 осіб. Основні галузі зайнятості: освіта, охорона здоров'я та соціальна допомога — 23,6 %, роздрібна торгівля — 15,0 %, виробництво — 14,4 %.